# Nó 7,5
Na teoria dos nós, o nó 7,5 é um dos sete nós primos com sete cruzamentos.
O nó 75 é inversível, mas não ambiquiral. Seu polinômio de Alexandre é:
{\displaystyle \Delta (t)=2t^{2}+2t^{-2}-4t-4t^{-1}+5}
seu polinômio de Conway é:
{\displaystyle \nabla (z)=2z^{4}+4z^{2}+1}
e o seu polinômio de Jones é:
{\displaystyle V(q)=-q^{-9}+2q^{-8}-3q^{-7}+3q^{-6}-3q^{-5}+3q^{-4}-q^{-3}+q^{-2}}